# Rafael Capote
Rafael da Costa Capote (Havana, 5 de outubro de 1987) é um handebolista profissional catari, nascido em Cuba.